# Judith von Backnang

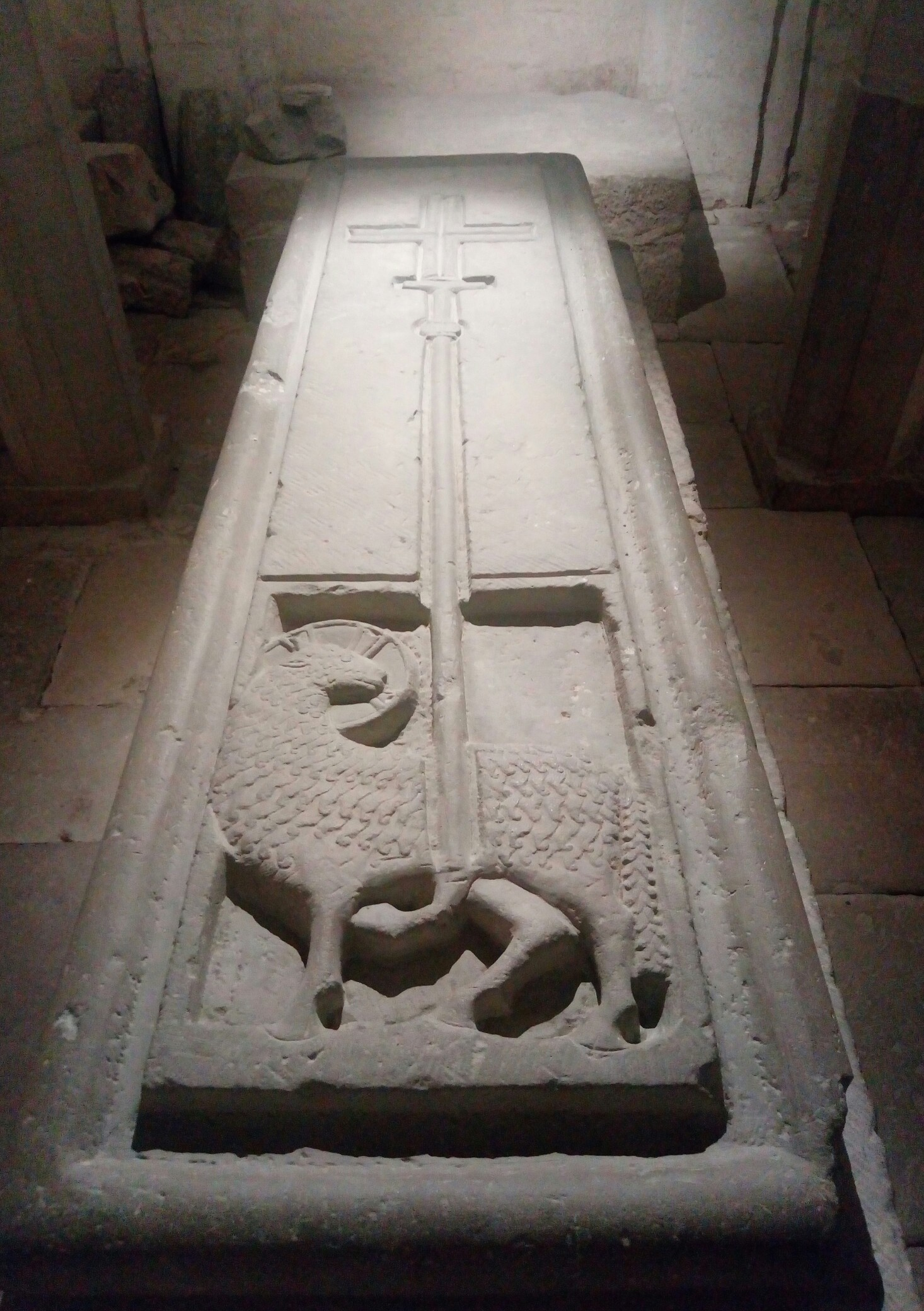
Grablege in der Stiftskirche zu Backnang

Judith „von Backnang“ (* um 1080; † um 1123 in Backnang) war die Frau des badischen Markgrafen Hermann II. Sie war die Tochter Hessos II. und gehörte der Dynastie der Hessonen an. Als Mitgift brachte sie die bedeutende Stadt Backnang in die um 1111 geschlossene Ehe ein.
Da alle frühen badischen Markgrafen den gleichen Namen trugen und der vorherrschende Frauenname dieser Zeit „Judith“ war und gleichzeitig die entsprechenden Quellen mehrdeutig interpretierbar sind, gab es umfangreiche Diskussionen über Judiths Abstammung und die Herkunft der Backnanger Erbschaft. Früher wurde Judith von Backnang mit der gleichnamigen Gemahlin Hermanns I. gleichgesetzt und eine Abstammung von den Grafen von Calw angenommen. Als Ehefrau Hermanns II. galt dann Judith von Dillingen beziehungsweise Judith von Hohenberg. Gelegentlich wurde auch vermutet, Hermann II. sei mit zwei Frauen namens „Judith“ verheiratet gewesen. Laut aktuellen Forschungen kann allerdings lediglich die Ehe mit der hessonischen Erbin von Backnang als gesichert gelten.
Backnang hatte sich zuvor etwa ein Jahrhundert im Besitz der aus dem Sülchgau stammenden Hessonen befunden, bevor es durch die Ehe an Baden fiel. Der Ort stieg schnell zu einem wichtigen Zentrum der Markgrafschaft auf. Markgraf Hermann II. und seine Frau Judith gründeten 1116  im Ort als neue Familiengrablege das Augustiner-Chorherrenstift mit der Stiftskirche St. Pankratius, in dem sie auch beide – ebenso wie 5 Generationen nach ihnen – beigesetzt wurden.
Aus ihrer Ehe gingen mindestens ein Sohn, Hermann (III.), der seinem Vater als Markgraf nachfolgte, sowie eine Tochter (Judith?), die vermutlich Ulrich I. von Kärnten heiratete, hervor.